# Clementina Gandolfi
Pour les articles homonymes, voir Famille Gandolfi.
Clementina Gandolfi, née à Bologne en 1795 où elle meurt le 6 août 1848, est une femme peintre italienne active au XIXe siècle, la fille de Mauro Gandolfi, membre d'une famille d'artistes italiens, des peintres prolifiques. Elle fut, avec son demi-frère, une des dernieres représentantes de l'école bolonaise, née deux siècles plus tôt.

## Biographie
Sa mère Laura Zanetti meurt peu de temps après la naissance de Clementina, et le frère ainé de cette dernière meurt prématurément à l'âge de 21 ans en 1813.
Son père, Mauro Gandolfi, se remarie avec Caterina Pini et aura un autre fils, Democrito (1797 - 1874). De ce fait, Clementina vit avec son grand-père jusqu'en 1802, année du décès de ce dernier. Restée seule, elle rejoint son père à Paris, où il résidait à l'époque.
En 1807, la famille déménage à Pistoia où Clementina apprend le piano, instrument qu'elle jouera tout au long de sa vie, mais ses domaines artistiques préférés restent le dessin, la peinture et l'aquarelle.
En 1815, on la retrouve à Bologne où elle épouse le dénommé Giuseppe Grassilli, chalcographe.
En 1834, son père Mauro Gandolfi décède. Curieusement, il a nommé héritier universel le Conservatoire de la Santissima Annunziata. Clémentine essaie de récupérer le piano que son père lui avait pourtant offert. Le seul bien qui lui est concédé est un autoportrait de son père.
Le mari de Clementina, Giuseppe Grassilli, fait faillite et décède en 1839. Il laisse à celle-ci de gros problèmes pécuniaires. L'année suivante, elle épouse un quinquagénaire, Onofrio Zanotti, un peintre bien connu dans l'art à Bologne.
Pour Clementina Gandolfi, la peinture n'est pas une véritable profession, elle ne fait partie d'aucune académie et ne reçoit pas de commandes importantes. Ce n'est qu'en 1838 qu'elle devient, comme « peintre amateur de couleurs d'aquarelle », membre honoraire de l'Académie des Beaux-Arts de Bologne, un titre dû à son illustre famille.
Clementina exécute surtout des travaux en petits formats qu'elle produit en grandes quantités, mais presque aucune de ses créations n'est documentée ni signée. Le seul travail qui lui est certainement attribuable est une petite Bénédiction du Christ à San Domenico de Bologne.
À partir de 1818, elle expose des dessins et aquarelles à l'Académie de Bologne.
Elle réalise un dessin au crayon d'une reproduction de la Bienheureuse Vierge à l'Enfant (1818).
En 1819, elle présente une aquarelle d'une Sibylle, et en 1821, une copie du Viol de Proserpine de Guido Reni.
En 1824, elle réalise un dessin à l'aquarelle clair-obscur du Songe de Jacob (copie d'un tableau de Ludovico Carracci), ainsi qu'un dessin de Trois jeunes Filles (copie issue de Mauro Gandolfi son père).
En 1836, elle réalise une Sainte Rose toujours à l'aquarelle, Portrait d'une dame en noir. À cette époque, une grosse quantité de ses aquarelles sont vendues en France.
Sa présence aux expositions académiques continue en 1839 avec une reproduction du Massacre des Innocents de Guido Reni et une Vierge à l'Enfant de Francesco Francia.
En 1842, elle fait partie (comme peintre) des membres honoraires de l'Académie pontificale des Beaux-Arts de Bologne.
En 1844, elle réalise le tableau Jonuk soutient sa fille moribonde ainsi qu'un portrait de son père.
Clementina Gandolfi décède quelques années plus tard, le 6 août 1848.
Les archives municipales de Bologne ont conservé la pièce de sépulture n° 3524 du 8 août 1848 qui stipule que Clementina Gandolfi, était la fille de Mauro et Laura Zanetti, 53 ans, née à Bologne, a été mariée à Onofrio Zanotti. Habitait dans la rue Isaia N° 412 dans la paroisse de Sainte-Isaïe. Décédéé dans la journée du 6 août à 11 h 30 du soir. Déclaration de l'aumônier de l'état. Son tombeau, qui a été acheté par son mari, est situé dans le Cimitero Monumentale della Certosa di Bologna, cloître Majeur, n° LXIX/6 (Ponent).

## Œuvres
- Cristo benedicente (Christ bénissant), église San Domenico à Bologne.
- Jonuk che sostiene la figlia moribonda (Jonuk soutenant sa fille moribonde), (1844), Chartreuse de Bologne.